# TRNA-dihidrouridin 20a/20b sintaza (NAD(P)+)
tRNA-dihidrouridin 20a/20b sintaza [+] (EC 1.3.1.90, Dus4p) je enzim sa sistematskim imenom tRNK-5,6-dihidrouracil20a/20b:NAD(P)+ oksidoreduktaza. Ovaj enzim katalizuje sledeću hemijsku reakciju
(1) 5,6-dihidrouracil 20a u  + + {\displaystyle \rightleftharpoons } uracil 20a u  + +
(2) 5,6-dihidrouracil 20b u  + + {\displaystyle \rightleftharpoons } uracil 20b u  + +
Ovaj enzim je flavoenzim. On specifično modifikuje uracil 20a i uracil 20b u tRNK.

## Literatura
- Nicholas C. Price; Lewis Stevens (1999). Fundamentals of Enzymology: The Cell and Molecular Biology of Catalytic Proteins (Third изд.). USA: Oxford University Press. ISBN 019850229X.
- Eric J. Toone (2006). Advances in Enzymology and Related Areas of Molecular Biology, Protein Evolution (Volume 75 изд.). Wiley-Interscience. ISBN 0471205036.
- Branden C; Tooze J. Introduction to Protein Structure. New York, NY: Garland Publishing. ISBN 0-8153-2305-0.
- Irwin H. Segel. Enzyme Kinetics: Behavior and Analysis of Rapid Equilibrium and Steady-State Enzyme Systems (Book 44 изд.). Wiley Classics Library. ISBN 0471303097.

## Spoljašnje veze
- TRNA-dihydrouridine20a/20b+synthase+(NAD(P)+) на 